# Listă cu povestirile lui Arthur C. Clarke traduse în limba română

Arthur C. Clarke

Mai jos se găsește o listă cu povestirile lui Arthur C. Clarke care au fost traduse în limba română:
- 1949 - Lecția de istorie (History Lesson)
- 1949 - De-a v-ați ascunselea (Hide-and-Seek)
- 1951 - Sentinela (The Sentinel)
- 1953 - Fantastica întâlnire din zori (Encounter in the Dawn)
- 1953 - Jupiter Cinci (Jupiter Five)
- 1954 - N-a fost nici o dimineață (No morning after)
- 1955 - Steaua (The Star)
- 1956 - Verificarea (Security Check)
- 1972 - Reîntâlnirea' sau Reuniunea) (Reunion)
- Al doilea răsărit (Second Dawn)
- Buclă închisă (Loophole)
- Cea mai lungă poveste SF scrisă vreodată (The Longest Science-fiction Story Ever Told)
- Moștenire (Inheritance)
- Nemesis  (Nemesis)
- Superioritate (Superiority)

18 povestiri ce formează colecția The Wind from the Sun au fost traduse de Mihai-Dan Pavelescu și publicate ca Lumina întunericului.

## Lecția de istorie
- Titlu original: History Lesson
- Istoric: Povestirea a apărut pentru prima dată în numărul din mai 1949 al publicației Startling Stories. În 1953 a fost inclusă în culegerea de povestiri Expedition to Earth cu titlul "Expedition to Earth".
- Acțiunea: Prima parte a povestirii relatează migrația unui trib uman nomad într-un viitor în care Pământul a intrat într-o nouă eră glaciară. Înainte ca extinderea ghețarilor să le consemneze moartea, acești ultimi supraviețuitori ai omenirii reușesc să pună la adăpost o serie de relicve ale secolului al XXI-lea considerate sacre, dar a căror funcționalitate nu o mai cunosc. Partea a doua a povestirii descrie expediția desfășurată în viitor de către o rasă de reptile inteligente, a căror evoluție s-a produs pe Venus, în timpul căreia sunt descoperite aceste relicve. Printre acestea, ei descoperă și un film cu ajutorul căruia încearcă să reconstituie viața locuitorilor dispăruți ai Pământului, fără a avea habar că nu este decât o animație realizată de studiourile Disney.
- Traduceri în limba română:
  - 1982 - "Lecția de istorie", în Almanahul Anticipația 1983, traducere George Pînzaru și Dan Merișca
  - 1987 - "Lecția de istorie", volumul Întâmplări dintr-un univers al păcii, ed. Politică, traducere Mihai Bădescu

## De-a v-ați ascunselea
- Titlu original: Hide-and-Seek
- Istoric: Povestirea a fost publicată pentru prima dată în numărul din septembrie 1949 al revistei Astounding Science Fiction.
- Acțiunea: În timpul unui război interplanetar petrecut în viitor, un combatant este obligat să supraviețuiască 6 ore pe Phobos urmărit de un cel mai rapid crucișător spațial dușman, până când o navă din propria tabără poate veni să-l recupereze.
- Traduceri în limba română:
  - 1988 - "De-a v-ați ascunselea",  în Almanahul Anticipația 1989, traducere Anca Răzuș

## Sentinela
- Titlu original: The Sentinel
- Istoric: Povestirea a fost scrisă în 1948 pentru un concurs finanțat de BBC și publicată pentru prima dată în 1951 în singurul număr al publicației 10 Story Fantasy sub titlul "Sentinel of Eternity"[1]. În același an a apărut și în publicația americană The Avon Science Fiction and Fantasy Reader.
- Acțiunea: Pe Lună este descoperit un artefact extraterestru vechi de eoni, realizat dintr-un mineral șlefuit în formă tetraedrică și înconjurat de un câmp de forță sferic. Naratorul speculează asupra faptului că artefactul a transmis semnale în spațiu timp de milioane de ani, până când a fost distrus de puterea atomică. El presupune că „sentinela” a fost lăsată acolo ca un semn de avertizare pentru speciile inteligente care ar fi putut apărea pe Pământ
- Adaptări: povestirea reprezintă punctul de plecare pentru romanul 2001: O odisee spațială și filmul omonim. Clarke și-a exprimat în repetate rânduri nemulțumirea față de descrierea că aceasta „este povestirea care stă la baza lui 2001”, declarând că este ca și cum ai compara „o ghindă cu stejarul care va rezulta”[2].
- Traduceri în limba română:
  - 1967 - "Sentinela", Colecția de povestiri științifico-fantastice nr. 295, traducere Dorin A. Groza

## Fantastica întâlnire din zori
- Titlu original: Encounter in the Dawn
- Istoric: Povestirea a apărut în 1953 în revista Amazing Stories și, în același an, a fost inclusă în culegerea de povestiri Expedition to Earth. Un editor de la Ballantine Books a avut ideea de a schimba numele povestirii pentru apariția în această culegere în "Expedition to Earth", deși Clarke a declarat că preferă titlul original[3]. Ulterior, în culegerea de povestiri The Nine Billion Names of God, titlul a fost din nou schimbat, de data aceasta în "Encounter at Dawn".
- Acțiunea: O navă extraterestră pornită să exploreze spațiul cosmic ajunge pe Pământ, unde descoperă oamenii organizați în mici comunități primitive. Deși iau legătura cu membrii uneia dintre comunități, extratereștri au grijă să nu le perturbe evoluția permițându-le accesul la tehnologia lor avansată. La plecarea lor spre planeta lor de baștină, localnicii rămân încântați că au avut ocazia să-i vadă pe zei.
- Adaptări: Pe ideea prezentată în această povestire se bazează prima parte a proiectului 2001 a lui Clarke și Kubrick[4].
- Traduceri în limba română:
  - 1975 - "Fantastica întâlnire din zori", volumul Fantastica întâlnire din zori, ed. Junimea, colecția "Fantomas", traducere Viorica Vizante

## Jupiter Cinci
- Titlu original: Jupiter Five
- Istoric: Povestirea a apărut pentru prima dată în revista If în 1953[5].
- Acțiunea: O expediție desfășurată pe spre satelitul cel mai apropiat de Jupiter, Jupiter V, descoperă că acesta este de fapt un vas aparținând Culturii X, o rasă extraterestră demult dispărută. În timpul vizitei pe care aceasta a desfășurat-o în sistemul solar în vremuri imemoriale, aceasta a sesizat potențialul de dezvoltare al rasei umane și a lăsat această navă-muzeu ca un mesaj de întâmpinare pentru omenire atunci când aceasta va fi descoperit zborul cosmic. În sânul omenirii se produce o dispută dacă această navă ar trebui considerată un vas abandonat sau un corp ceresc, iar unii profitori încearcă chiar să fure unele artefacte.
- Traduceri în limba română:
  - 1983 - "Jupiter Cinci", în Almanahul Anticipația 1984, traducere Ligia Ivan
  - 1992 - "Regii nisipurilor. Jupiter Cinci", supliment Club D, 34 pag.

## N-a fost nici o dimineață
- Titlu original: No morning after
- Istoric: Povestirea a fost publicată în 1954 în volumul Time to Come: Science-Fiction Stories of Tomorrow.
- Acțiunea: Savanții unei rase extraterestre descoperă că Soarele este pe punctul de a exploda peste trei zile. Ei încearcă să ia legătura telepatic cu un locuitor al Pământului pentru a trimite avertismentul, dar singura persoană pe care reușesc s-o contacteze este un bețiv. Acesta, convins că mesajul reprezintă o halucinație datorată băuturii, nu îl ia în considerare, condamnând astfel omenirea la extincție.
- Traduceri în limba română:
  - 1991 - "N-a fost nici o dimineață", revista 467 nr. 2, traducere Milena Christache

## Steaua
- Titlu original: The Star
- Istoric: Povestirea a apărut în revista Infinity Science Fiction în 1955 și a câștigat premiul Hugo în anul următor[6].
- Acțiunea: Un grup de exploratori spațiali se întorc pe Pământ după ce au explorat un sistem solar îndepărtat a cărui stea s-a transformat în supernovă în urmă cu milenii. Explozia solară a dus la distrugerea civilizației care înflorise în acea regiune, o civilizație similară omenirii, artefactele rămase peste milenii dovedind că era una pașnică. Conducătorul expediției umane, un preot iezuit, trece printr-o profundă criză de credință, deoarece calculele îi indică faptul că supernova care a distrus acea civilizație este tocmai Steaua de la Betleem care i-a călăuzit pe cei trei crai de la Răsărit către locul nașterii lui Iisus.
- Adaptări: Povestirea a fost ecranizată într-un episod de Crăciun din seria Zona crepusculară[7]. Tonul de final diferă față de povestirea originală, conducătorul expediției fiind convins, în lumina credinței sale, că membrii civilizației dispărute și-au accepta soarta și au fost bucuroși că Dumnezeu a ales ca moartea lor să aducă lumină în sânul unei alte civilizații, omenirea.
- Traduceri în limba română:
  - 1985 - "Steaua", volumul Nici un zeu în cosmos, ed. Politică, traduceri de Dan Iordache, Mihai Bădescu, Cornelia Irinca, Veronica Pătruț, Sorin Simion, Dan Merișca, Valerian Stoicescu și Alexandru Mironov

## Verificarea
- Titlu original: Security Check
- Istoric: Povestirea a fost publicată pentru prima dată în numărul din 13 ianuarie 1956 al ziarului The Evening News.
- Acțiunea: Creatorul decorurilor unui popular serial de televiziune află că imaginația sa legată de lumea viitorului și de cea a spațiului cosmic provenea dintr-o scurgere necontrolată a informațiilor venite din viitorul omenirii.
- Traduceri în limba română:
  - 1991 - "Verificarea", în volumul Ultimul răspuns, ed. Bit, traduceri de Stelian Chițacu și Szatmari Zolt

## Reîntâlnirea
- Titlu original: Reunion
- Istoric: Povestirea a cunoscut mai multe versiuni, una dintre ele fiind publicată în antologia The Wind from the Sun în 1972, iar o alta în volumul The Lost Worlds of 2001.
- Acțiunea: Diferitele scenarii ale povestirii prezintă reîntâlnirea dintre Clindar și rasa umană care a evoluat din oamenii-maimuță găsiți de acesta pe Pământ în cursul expediției relatate în "Fantastica întâlnire din zori".
- Adaptări: Episodul urma să fie folosit în proiectul 2001 de către Clarke și Kubrick, dar s-a renunțat la el în cele din urmă.
- Traduceri în limba română:
  - 1991 - "Reîntâlnirea", în volumul Ultimul răspuns, ed. Bit, traduceri de Stelian Chițacu și Szatmari Zolt
  - 2002 - "Reuniunea", în volumul Lumina întunericului, ed. Teoram , traducere de Mihai-Dan Pavelescu